# Osowiec (województwo śląskie)
Osowiec – osada w Polsce położona w województwie śląskim, w powiecie pszczyńskim, w gminie Pszczyna.
W latach 1975–1998 miejscowość położona była w województwie katowickim.